# Putki (sjö)
Putki är en sjö i Finland. Den ligger i kommunen Ranua i landskapet Lappland, i den norra delen av landet, 700 km norr om huvudstaden Helsingfors. Putki ligger 169 meter över havet. Arean är 46,5 hektar och strandlinjen är 4,19 kilometer lång. Sjön  ingår i Kemi älvs huvudavrinningsområde. 